# NXT TakeOver: 36
NXT TakeOver: 36 war eine Wrestling-Veranstaltung der WWE, die auf dem WWE Network und dem Streaming-Portal Peacock ausgestrahlt wurde. Sie fand am 22. August 2021 im Capitol Wrestling Center in Orlando, Florida, Vereinigte Staaten statt. Es war die 36. Austragung einer NXT-Großveranstaltung unter dem Namen NXT TakeOver seit Mai 2014 und die vierte im Jahr 2021.

## Hintergrund
Im Vorfeld der Veranstaltung wurden sechs Matches, dafür eines für die Pre-Show angesetzt.
Diese resultierten aus den Storylines, die in den Wochen vor NXT TakeOver: 36 bei NXT, der wöchentlich auf dem WWE Network ausgestrahlten Show der Entwicklungs-Liga der WWE gezeigt wurden.

## Ergebnisse
| Matchart                                         |                     |      |                   | Zeit  |
| ------------------------------------------------ | ------------------- | ---- | ----------------- | ----- |
| Singles-Match Pre-Show-Match                     | Ridge Holland       | bes. | Trey Baxter       | 1:46  |
| Singles-Match um die Million Dollar Championship | Cameron Grimes      | bes. | LA Knight (C)     | 16:33 |
| Singles-Match um die NXT Women's Championship    | Raquel González (C) | bes. | Dakota Kai        | 12:27 |
| Singles-Match um die NXT UK Championship         | Ilja Dragunov       | bes. | Walter (C)        | 22:05 |
| 2-out-of 3 Falls Match                           | Kyle O’Reilly       | bes. | Adam Cole         | 25:23 |
| Singles-Match um die NXT Championship            | Samoa Joe           | bes. | Karrion Kross (C) | 12:25 |

| Funktion      | Name              |
| ------------- | ----------------- |
| Kommentatoren | Wade Barrett      |
| Kommentatoren | Vic Joseph        |
| Kommentatoren | Beth Phoenix      |
| Pre-Show      | McKenzie Mitchell |
| Pre-Show      | Sam Roberts       |

## Besonderheiten
- Aufgrund der Corona-Pandemie wurde der Pay-Per-View vor nur einigen anwesenden Zuschauern ausgetragen.
- Kay Lee Ray debütierte bei NXT, indem sie nach dem Match um die NXT Women's Championship herauskam.